# 典礼論争
典礼論争（てんれいろんそう）は、17世紀から18世紀のカトリック教会内で、中国の伝統文化とキリスト教の間のバランスをどのように取るかという問題を巡って行われた一連の論争のこと。
当時、清朝中国で活躍していたイエズス会員たちは中国の習慣と文化を尊重し、キリスト教に巧みに取り込むことで中国における信徒数の拡大をもたらしたが、この方法論をドミニコ会やパリ外国宣教会など他の修道会が批判。教皇クレメンス11世は最終的にイエズス会のやり方に非があると裁定を下したため、中国におけるキリスト教は衰退の道をたどることになる。
この論争では、イエズス会と他の修道会が非ヨーロッパ文化への対応という問題をめぐって争うことになった。同じような問題はインドにおける宣教でも起こっている。

## 中国における典礼論争の経過

### 中国宣教の進展
キリスト教を日本へもたらしたフランシスコ・ザビエルは、日本人の精神性に大きな影響を与えているのは中国文化であると判断し、中国宣教の重要性を指摘した。自ら中国宣教を志したが、入国許可を得られぬまま、上川島で亡くなった。このザビエルの遺志をついだアレッサンドロ・ヴァリニャーノの要請を受け、マテオ・リッチらが1579年に明朝末期の中国本土へついに足を踏み入れた。リッチは中国において知識階級に受け入れられるために儒学者の衣服をまとい、中国語と中国文化を学んだ。相手を低く見てヨーロッパの文化を一方的に押し付けるのではなく、相手の文化を評価・尊重し、これに適応するのがイエズス会の「適応政策」（適応主義）であった。この方法論によってリッチは多くの知識階級の知己を得、キリスト教徒を増やすことに成功した。
清代に入ってもイエズス会の活動は続いていたが、特に中国史上屈指の名君とも言われる康熙帝が、高い素養を持って西洋の最先端の知識をもたらしたイエズス会員を歓迎し、布教の自由を与えたため、17世紀の終わりには民衆から政府の高官まで多くの中国人がカトリック信徒となった。イエズス会員は中国社会に受け入れられることに成功し、高い学識を生かして宮廷にも登用されていた。
中国人たちはイエズス会員の持つ天文学・数学・暦法などの豊富な科学知識に圧倒された。イエズス会員が宮廷付属の天文台での観測を行ったため、皇帝は日食の日時を正確に予測できるようになった。イエズス会員の中には科学知識だけでなく、絵画の才能によって宮廷画家として活躍するジュゼッペ・カスティリオーネのようなものもいた。

### 論争の発生
イエズス会員たちは宣教師として中国におけるキリスト教の普及を最大の目標にしていたが、さしあたっての問題は知識人階級たちが儒教を、一般庶民が道教と仏教を信奉しているということであった。中国人の生活の中にこれらの宗教は密接に結びついていた。特に儒教と道教において祖先の位牌の前で香を焚き、祈りをささげる行為は人々の生活から切り離せないものだった。イエズス会員たちはこれを「宗教的儀式」ではなく「宗教色のない古来からの社会的習慣」であると主張し、カトリックに改宗したものであってもそれらの儀式を行うことはさしつかえないと主張した。
1631年になってドミニコ会とフランシスコ会も中国に宣教師を送り込んだが、イエズス会員のように中国の事情を考慮せず、ヨーロッパの習慣ややり方を強制し、中国人の伝統や文化を軽視する態度を見せたため反発を受け、最終的に官憲から追放の憂き目にあった。ドミニコ会員たちは、この追放処分はイエズス会が官憲に働きかけたためであると一方的に断定し、教皇庁に中国のイエズス会員たちが異教の習慣を許容していると訴えた。これを受けて1645年教皇庁から中国における典礼行為を禁止する旨の通達が出され、教皇インノケンティウス10世もこれを承認した。しかしイエズス会員たちは詳細にこれに反論、教皇庁から中国の典礼行為のすべてが宗教的なものでないという先の裁定と異なる認可を得たため、論争は混乱した。
その後も論争は続いたが、1693年に中国在住のパリ外国宣教会会員メグロが中国での典礼行為はすべて異教のものであるとして禁止したため、反イエズス会の雰囲気が強まっていた本国フランスでパリ外国宣教会とイエズス会の論争が始まった。
この時期、イエズス会側からは、ル・コントの『中国の現状に関する新しい覚書』(1696年)などが出版され、ル・ゴビアンが彼を擁護した。

### 教皇クレメンス11世の回勅
この論争の裁定を求められたクレメンス11世は儒教の習慣を続けることはカトリック教会への脅威になりうると判断した。この教皇の判断によって中国の支配階層の人間がカトリックに改宗する機会が失われることになった。
イエズス会員たちはキリスト教の神を指す言葉として中国語の「上帝」を用い、儒教に由来する儀式は宗教的なものというより社会的なものなのでキリスト教徒になった後でも参加してかまわないという見解を示した。また祖先への崇敬も宗教的行為でないとして禁じなかったが、教皇クレメンス11世は1715年に発布した教皇憲章『エクス・イラ・ディエ』 (Ex Illa Die) でこれらをすべて禁じた。
教皇が回勅に記したメッセージは以下のとおりであった。
1. 創造主である神は長くラテン語でデウスと呼ばれてきた。マテオ・リッチが中国に入ったとき、中国語になじむ言葉をと考えて用いたのが「上主」であった。以後神を「上帝」あるいは「天」と呼ぶことを禁ずる。「敬天」という言葉を書いた額を教会内に掲げることもあわせて禁ずる。
2. 春と秋の孔子の祭りおよび先祖への崇敬はカトリック信徒の間ではこれを認めない。儀式に参加せず傍観していることも認めない。なぜなら傍観することも参加の一形態となりうるからである。
3. 清朝の官僚や地域の実力者であってもカトリックに改宗した以上は、月の1日と15日に行われる孔子の崇敬を行うことはこれを禁ずる。
4. すべてのカトリック信徒は、寺に詣で先祖に祈りをささげることはこれを禁ずる。
5. 家庭内、墓地、葬儀などどんな場所においても先祖への崇敬はこれを認めない。たとえ同行者がカトリック信徒でなくともこれは認めない。それらは異教徒の行いである。
6. 上記のこと以外であって異教の習慣でなければカトリック信徒の中国人が中国固有の伝統や習慣を守ることはかまわない。中国の習慣がカトリック信仰に抵触すると考えられた場合、その判断は在中国教皇使節がこれを行う。教皇使節が不在の場合、判断は同地の司教あるいは宣教地の責任者に一任される。結論としてはカトリックの信仰に矛盾しない範囲においてのみ、中国の習慣はこれを認めるものとする。

1742年、教皇ベネディクトゥス14世は大勅書『エクス・クオ・シングラリ』 (Ex Quo Singulari) でクレメンス11世の決定を再確認したが、論争は決着しなかった。しかし、1773年にイエズス会はクレメンス14世によって禁止され、解散の危機に追い込まれた。

### ピウス12世時代の見解
1939年、ピウス12世のもとで布教聖省は、クレメンス11世およびベネディクトゥス14世の回勅の内容を緩和するという以下のような見解を発表した。
- カトリック教徒であっても儒教の祭りに参加することができる。
- カトリック学校であっても孔子の像を掲げることはかまわない。
- たとえ異教的なものであっても消極的な参加であれば、カトリック信徒の官吏や学生たちも中国伝統行事に参加してもかまわない。
- 中国の典礼に関するベネディクトゥス14世の決定には行き過ぎたものもあり、現在の状況において完全に適用されるものではない。

## 関連文献
- 矢沢利彦 編訳『イエズス会士中国書簡集』平凡社東洋文庫全6巻
  - 『中国の布教と迫害 イエズス会士書簡集』平凡社東洋文庫
- マテオ・リッチ『中国キリスト教布教史』矢沢利彦・川名公平 訳注、岩波書店〈大航海時代叢書〉、1983年、全国書誌番号:84018097。
- 矢沢利彦『西洋人の見た中国皇帝』 東方書店、1992年、ISBN 4-497-92350-9、NCID BN07841802、全国書誌番号:92051621。